# Letní olympijské hry 1968
XIX. letní olympijské hry se uskutečnily v době od 12. do 27. října roku 1968 v Ciudad de México, hlavním městě Mexika.
Na této olympiádě se sportovci blýskli nevídanými výkony, když se jim podařilo překonat 43 světových rekordů. Mezi nimi vynikl zejména veleskok amerického dálkaře Boba Beamona, který doslova ulétl na 890 cm, čímž překonal dosavadní světový rekord Ralpha Bostona o 55 cm. Tento skok je dodnes třetím nejdelším skokem v historii, když byl v roce 1991 o 1 cm překonán Carlem Lewisem a posléze na tom samém mistrovství světa v atletice o 5 cm překonán Mikem Powellem.
Ve skoku vysokém se prosadil americký výškař Dick Fosbury se svým převratným stylem – flopem, kterým skočil 224 cm a vytvořil tak nový olympijský rekord. Tímto stylem od té doby skáče drtivá většina špičkových výškařů.
Mezi další rekordy, které vydržely více než 10 let, patří ty na 100m Jima Hinese, 400m Lee Evanse a ve štafetě 4x400m čtvrtkařů USA.

## Politické aspekty

### Protest proti rasismu
Na těchto hrách došlo k jedním z nejznámějších politických demonstrací v historii Olympijských her. 16. října Američtí atleti Tommie Smith (rekordman v běhu na 200 m) a John Carlos zdvihli na stupních vítězů při americké hymně každý po jedné ruce v černé rukavici. Rukama zaťatými v pěst tak dali najevo podporu černošskému hnutí Black Power a také všem diskriminovaným Afroameričanům ve Spojených státech. Oba atleti byli dva dny po svém protestu Averym Brundagem vyloučeni z amerického týmu, který rozhořčeně tvrdil, že politika nemá ve sportu žádné místo. Sportovci následně opustili olympijskou vesnici a po návratu do vlasti je kritizovala americká média i část veřejnosti.
Také Peter Norman, který v závodě skončil na druhém místě, podpořil tento protest. Při slavnostním ceremoniálu předávání medailí měl na sobě odznak Olympijského projektu pro lidská práva. Za tento čin byl Norman také potrestán. Australské sportovní autority z olympijského výboru ho za tento čin napomenuly a australským tiskem byl postupně naprosto vyloučen ze společnosti. Na příštích olympijských hrách už Norman neúčinkoval, ačkoliv s přehledem splnil čas potřebný pro kvalifikaci. V roce 2000 nebyl pozván mezi australské medailisty na zahajovací ceremoniál LOH v Sydney.

### Masakr v Tlatelolcu
V reakci na vznikající sociální nepokoje v Mexiku v období příprav na olympijské hry začala mexická vláda stále více potlačovat odbory, složené především ze studentů, vznikající kvůli hospodářskému stavu této země. V září prezident Gustavo Díaz Ordaz obsadil Mexickou univerzitu, což ovšem chod událostí nezměnilo. 27. srpna se uskutečnila studentská demonstrace s účastí kolem půl miliónu lidí.
2. října, pár dní před začátkem olympijských her, se na 5 000 studentů shromáždilo na Tlatelolckém náměstí Plaza de las Tres Culturas, aby vyjádřili nesouhlas s brutálními policejními zásahy, aktuálními vedoucími policejními činiteli, věznění politických vězňů a zákazem svobodného shromažďování. Demonstranti měli plakáty, které mimo jiné i opovrhovaly olympijskými hrami, jako : ¡No queremos olimpiadas, queremos revolución! ("Nechceme olympiádu, chceme revoluci!"). Na tento protest se však mexická vláda několik dní předem důkladně připravila. V jejím průběhu vystřelily z několika různých míst světlice, což se později ukázalo jako signál pro mexickou tajnou policii na uzavření náměstí. V té době začali všudypřítomní vojáci, kterých bylo na 10 000, a asi 200 tanků, střílet po protestujících občanech. Při tomto incidentu byly desítky mexických občanů zavražděny, stovky zraněny a dalších asi 1000 protestujících bylo zatčeno.
Tato událost byla ve zprávách mexickou vládou odůvodňována tím, že násilně projevující se studenti začali se střelbou první a armádní zásah sloužil pouze k potlačení nepokojů. Z výpovědi studentů u reportáže novinářky Elen Poniatowské poté ale jasně vyšlo najevo, že to byla právě mexická armáda, která začala se střelbou a že světlice, které byly vystřeleny z vrtulníků nad městem, inicializovaly armádní zásah.

### Věra Čáslavská
O další významnou politickou aféru na těchto olympijských hrách se postarala Věra Čáslavská. Při ceremoniálu předávání medailí v disciplíně kladina, kde bylo vítězství velmi sporně přisouzeno její sovětské soupeřce Natalji Kučinské, totiž při znění sovětské hymny jemně sklonila hlavu. Tímto činem protestovala proti sovětské invazi Československa. Čáslavská takto při sovětské hymně sklonila hlavu ještě jednou, a to při předávání medailí u disciplíny prostná. V této soutěži jí také významně ukřivdili rozhodčí, když změnili výhru Čáslavské na remízu Čáslavské se sovětskou gymnastkou Larisou Petrikovou.
Zatímco od československých občanů se Čáslavské dostávalo plné podpory (doma podepsala 2000 slov), nová vláda na tento čin reagovala výrazně záporněji. Čáslavské bylo na mnoho let zakázáno sportovat či vycestovat do zahraničí. Byla nucena žít odděleně od společnosti a média z ní dělala národní ostudu.

## Zajímavosti
Na konci Olympiády byli v místním kostele oddáni Josef Odložil a Věra Čáslavská.

## Kalendář soutěží
| ÚC | Úvodní ceremoniál | ● | Soutěžní den disciplíny | 1 | Finále disciplíny |  | Ukázkové disciplíny | ZC | Závěrečný ceremoniál |

| Říjen              | 12. So | 13. Ne | 14. Po | 15. Út | 16. St | 17. Čt | 18. Pá | 19. So | 20. Ne | 21. Po | 22. Út | 23. St | 24. Čt | 25. Pá | 26. So | 27. Ne | Finále |
| ------------------ | ------ | ------ | ------ | ------ | ------ | ------ | ------ | ------ | ------ | ------ | ------ | ------ | ------ | ------ | ------ | ------ | ------ |
| Ceremoniály        | ÚC     |        |        |        |        |        |        |        |        |        |        |        |        |        |        | ZC     |        |
| Atletika           |        | 1      | 4      | 4      | 7      | 6      | 5      | 2      | 7      |        |        |        |        |        |        |        | 36     |
| Basketbal          |        | ●      | ●      | ●      | ●      |        | ●      | ●      | ●      |        | ●      | 1      |        |        |        |        | 1      |
| Box                |        | ●      | ●      | ●      | ●      | ●      | ●      |        | ●      | ●      | ●      | ●      | ●      |        | 11     |        | 11     |
| Cyklistika         |        |        |        | 1      |        | 1      | 1      | 1      | ●      | 2      |        | 1      |        |        |        |        | 7      |
| Fotbal             |        | ●      | ●      | ●      | ●      | ●      | ●      |        | ●      |        | ●      |        | ●      |        | 1      |        | 1      |
| Gymnastika         |        |        |        |        |        |        |        |        |        | ●      | ●      | 2      | 2      | 4      | 6      |        | 14     |
| Jachting           |        |        | ●      | ●      | ●      | ●      |        | ●      | ●      | 5      |        |        |        |        |        |        | 5      |
| Jezdectví          |        |        |        |        |        |        | ●      | ●      | ●      | 2      |        | 1      | 1      | 1      |        | 1      | 6      |
| Kanoistika         |        |        |        |        |        |        |        |        |        |        | ●      | ●      | ●      | 7      |        |        | 7      |
| Moderní pětiboj    |        | ●      | ●      | ●      | ●      | 2      |        |        |        |        |        |        |        |        |        |        | 2      |
| Pelota             |        |        | ●      | ●      | ●      | ●      | ●      | ●      | ●      | ●      | 1      | 1      | 1      | 2      |        |        | 0      |
| Plavání            |        |        |        |        |        | 2      | ●      | 4      | 3      | 3      | 3      | 4      | 4      | 3      | 3      |        | 28     |
| Pozemní hokej      |        | ●      | ●      | ●      | ●      | ●      | ●      | ●      | ●      | ●      |        | ●      | ●      | ●      | 1      |        | 1      |
| Skoky do vody      |        |        |        |        |        | ●      | 1      | ●      | 1      |        | ●      | 1      | ●      | ●      | 1      |        | 4      |
| Sportovní střelba  |        |        |        |        |        |        | 2      | 1      |        | 1      | 1      |        | 2      |        |        |        | 7      |
| Šerm               |        |        |        | ●      | 1      | 1      | ●      | 1      | 1      | 1      | 1      | ●      | 1      | 1      |        |        | 8      |
| Tenis              |        |        | ●      | ●      | ●      | ●      | 1      | 2      | 3      |        |        |        |        |        |        |        | 0      |
| Veslování          |        | ●      |        | ●      |        | ●      | ●      | 7      |        |        |        |        |        |        |        |        | 7      |
| Vodní pólo         |        |        | ●      | ●      | ●      | ●      |        | ●      | ●      | ●      | ●      | ●      | ●      | ●      | 1      |        | 1      |
| Volejbal           |        | ●      | ●      | ●      | ●      | ●      |        | ●      | ●      | ●      |        | ●      | ●      | ●      | 2      |        | 2      |
| Vzpírání           |        | 1      | 1      | 1      | 1      | 1      | 1      | 1      |        |        |        |        |        |        |        |        | 7      |
| Zápas              |        |        |        |        |        | ●      | ●      | ●      | 8      |        |        | ●      | ●      | ●      | 8      |        | 16     |
| Celkem disciplín   |        | 2      | 5      | 6      | 9      | 13     | 10     | 17     | 20     | 14     | 5      | 12     | 8      | 16     | 34     | 1      | 172    |
| Kumulativní součet |        | 2      | 7      | 13     | 22     | 35     | 45     | 62     | 82     | 96     | 101    | 113    | 121    | 137    | 171    | 172    |        |
| Říjen              | 12. So | 13. Ne | 14. Po | 15. Út | 16. St | 17. Čt | 18. Pá | 19. So | 20. Ne | 21. Po | 22. Út | 23. St | 24. Čt | 25. Pá | 26. So | 27. Ne | Finále |

## Počet medailí podle údajů mezinárodního olympijského výboru
| Pořadí | Země                                 | Zlato | Stříbro | Bronz | Celkem |
| 1      | Spojené státy americké (USA)         | 45    | 28      | 34    | 107    |
| 2      | Sovětský svaz (URS)                  | 29    | 32      | 30    | 91     |
| 3      | Japonsko (JPN)                       | 11    | 7       | 7     | 25     |
| 4      | Maďarsko (HUN)                       | 10    | 10      | 12    | 32     |
| 5      | Německá demokratická republika (GDR) | 9     | 9       | 7     | 25     |
| 6      | Francie (FRA)                        | 7     | 3       | 5     | 15     |
| 7      | Československo (TCH)                 | 7     | 2       | 4     | 13     |
| 8      | Západní Německo (FRG)                | 5     | 11      | 10    | 26     |
| 9      | Austrálie (AUS)                      | 5     | 7       | 5     | 17     |
| 10     | Velká Británie (GBR)                 | 5     | 5       | 3     | 13     |
| 11     | Polsko (POL)                         | 5     | 2       | 11    | 18     |
| 12     | Rumunsko (ROU)                       | 4     | 6       | 5     | 15     |
| 13     | Itálie (ITA)                         | 3     | 4       | 9     | 16     |
| 14     | Keňa (KEN)                           | 3     | 4       | 2     | 9      |
| 15     | Mexiko (MEX)                         | 3     | 3       | 3     | 9      |
| 16     | Jugoslávie (YUG)                     | 3     | 3       | 2     | 8      |
| 17     | Nizozemsko (NED)                     | 3     | 3       | 1     | 7      |
| 18     | Bulharsko (BUL)                      | 2     | 4       | 3     | 9      |
| 19     | Írán (IRI)                           | 2     | 1       | 2     | 5      |
| 20     | Švédsko (SWE)                        | 2     | 1       | 1     | 4      |
| 21     | Turecko (TUR)                        | 2     | 0       | 0     | 2      |
| 22     | Dánsko (DEN)                         | 1     | 4       | 3     | 8      |
| 23     | Kanada (CAN)                         | 1     | 3       | 1     | 5      |
| 24     | Finsko (FIN)                         | 1     | 2       | 1     | 4      |
| 25     | Etiopie (ETH)                        | 1     | 1       | 0     | 2      |
| 25     | Norsko (NOR)                         | 1     | 1       | 0     | 2      |
| 27     | Nový Zéland (NZL)                    | 1     | 0       | 2     | 3      |
| 28     | Tunisko (TUN)                        | 1     | 0       | 1     | 2      |
| 29     | Pákistán (PAK)                       | 1     | 0       | 0     | 1      |
| 29     | Venezuela (VEN)                      | 1     | 0       | 0     | 1      |
| 31     | Kuba (CUB)                           | 0     | 4       | 0     | 4      |
| 32     | Rakousko (AUT)                       | 0     | 2       | 2     | 4      |
| 33     | Švýcarsko (SUI)                      | 0     | 1       | 4     | 5      |
| 34     | Mongolsko (MGL)                      | 0     | 1       | 3     | 4      |
| 35     | Brazílie (BRA)                       | 0     | 1       | 2     | 3      |
| 36     | Belgie (BEL)                         | 0     | 1       | 1     | 2      |
| 36     | Jižní Korea (KOR)                    | 0     | 1       | 1     | 2      |
| 36     | Uganda (UGA)                         | 0     | 1       | 1     | 2      |
| 39     | Kamerun (CMR)                        | 0     | 1       | 0     | 1      |
| 39     | Jamajka (JAM)                        | 0     | 1       | 0     | 1      |
| 41     | Argentina (ARG)                      | 0     | 0       | 2     | 2      |
| 42     | Řecko (GRE)                          | 0     | 0       | 1     | 1      |
| 42     | Indie (IND)                          | 0     | 0       | 1     | 1      |
| 42     | Čínská republika (ROC)               | 0     | 0       | 1     | 1      |
| Celkem | Celkem                               | 174   | 170     | 183   | 527    |